# NGC 6593
NGC 6593 (другие обозначения — MCG 4-43-18, ZWG 142.30, PGC 61617) — галактика в созвездии Геркулес.
Этот объект входит в число перечисленных в оригинальной редакции «Нового общего каталога».